# Мещеряков, Анатолий Анатольевич
Анатолий Анатольевич Мещеряков (род. 29 августа 1966, Киев) — российский государственный, военный и спортивный деятель, управленец и медиаменеджер. Директор Департамента транспорта Аппарата Правительства России с 15 января 2021 года.
Председатель совета директоров футбольного клуба «Локомотив» с февраля 2016 года по декабрь 2020 года, заместитель генерального директора — статс-секретарь ОАО «РЖД» с февраля 2012 по ноябрь 2020 года.
Генерал-майор ГРУ в отставке, в прошлом — заместитель руководителя межведомственного антитеррористического центра Российской Федерации, ветеран спецназа.

## Биография
Анатолий Мещеряков родился в Киеве 29 августа 1966 года.
В 1988 году окончил Киевское высшее военное авиационное инженерное училище по специальности «Авиационное радиоэлектронное оборудование». Кандидат технических наук. В 1998 году получил диплом Института современного бизнеса в Москве.
Согласно интервью близкого друга Мещерякова, кинорежиссёра Андрея Малюкова в журнале Общественного совета ФСБ России «ФСБ: За и Против» (№ 41 — 2016 год), Анатолий Мещеряков в 1989—1990 годах с оружием в руках участвовал в событиях в Тбилиси и Баку, в 1990-е — начале 2000-х годов был командиром бригады спецназа ГРУ, прошёл обе чеченские войны. Впоследствии консультировал кинематографистов по различным батальным сюжетам.
В 2004—2011 годах работал в компании «Трансмашхолдинг» директором по внешним связям, с 2009 года — первым заместителем генерального директора.
В феврале 2016 года избран председателем совета директоров футбольного клуба «Локомотив», сменив Вадима Морозова. В октябре 2020 года Мещеряков, несмотря на многочисленные требования его отставки со стороны общественности и болельщиков, переизбран на пост председателя совета директоров ФК «Локомотив» сроком на год. В декабре 2020 года покинул пост по собственному желанию.
В декабре 2011 года назначен старшим советником президента РЖД Владимира Якунина. В феврале 2012 года Мещеряков получил должность статс-секретаря — вице-президента ОАО «РЖД». С ноября 2017 года по ноябрь 2020 года занимал пост статс-секретаря — заместителя генерального директора РЖД Олега Белозёрова по вопросам информационной политики и организации взаимодействия с органами власти. В конце ноября 2020 года Мещеряков освобождён по причине истечения 3-летнего срока трудового договора. Полномочия Мещерякова в качестве члена правления ОАО «РЖД» были прекращены, а должность статс-секретаря — заместителя генерального директора РЖД упразднена. Функционал Мещерякова по взаимодействию с федеральными и региональными органами власти перешёл к новому директору РЖД по коммуникациям, члену совета директоров ФК «Локомотив» Юрию Нагорных.
15 января 2021 года распоряжением премьер-министра М. Мишустина Мещеряков назначен Директором Департамента транспорта Аппарата Правительства России.
Деятельность Мещерякова вызывала как положительные, так и негативные отклики в СМИ. В частности, критический резонанс получили его конфликты с главным тренером «Локомотива» Юрием Сёминым и вокруг компании iMars Group.